# Paliurus spina-christi
La espina santa (Paliurus spina-christi) es una especie de planta de la familia Rhamnaceae.

## Descripción
Arbusto o pequeño árbol caducifolio, característico por sus frutos amarillos comprimidos y rodeados por un ala a modo de disco.
Las hojas alternan sobre las ramas, formando dos hileras bien definidas; su contorno es ovado u oval, están recorridas por tres nervios principales y su margen presenta pequeños dientecitos poco manifiestos; son algo lustrosas por el haz, más pálidas por el envés. Las estípulas, en la base de la hoja, están transformadas en espinas desiguales, una recta y otra ganchuda. Las flores nacen en ramilletes (cimas) axilares provistos de pequeñas bracteíllas caducas cuyo pedúnculo es más corto que la inflorescencia. Son de color amarillo verdoso. Florece en verano y el fruto madura a finales del verano o en el otoño.

## Distribución y hábitat
Su origen parece situarse en el Mediterráneo oriental, siendo cultivado luego en muchos países. En el oeste y centro de Asia. En la península ibérica crece en el norte de Cataluña, en la Comunidad Valenciana se ha asilvestrado. También en Mallorca. En espinares y setos en zonas de clima templado.

## Taxonomía
Paliurus spina-christi fue descrita por Philip Miller y publicada en The Gardeners Dictionary: . . . eighth edition, no. 1, en 1768.

#### Etimología
Véase: Paliurus
spina-christi: epíteto latino que significa "espina de Cristo", en referencia a la asociación simbólica con la corona de espinas impuesta a Cristo durante la crucifixión, ya que confeccionada con ramas de esta planta.

## Nombres vernáculos
- Castellano: cambronera, cambrones (2), cambrón, cambrón redondo, escambrones, espina de Cristo (6), espina santa (5), espina vera (3), espinaresa, espino, paliuro. Las cifras entre paréntesis indican la frecuencia del vocablo en España.[6]

## Galería

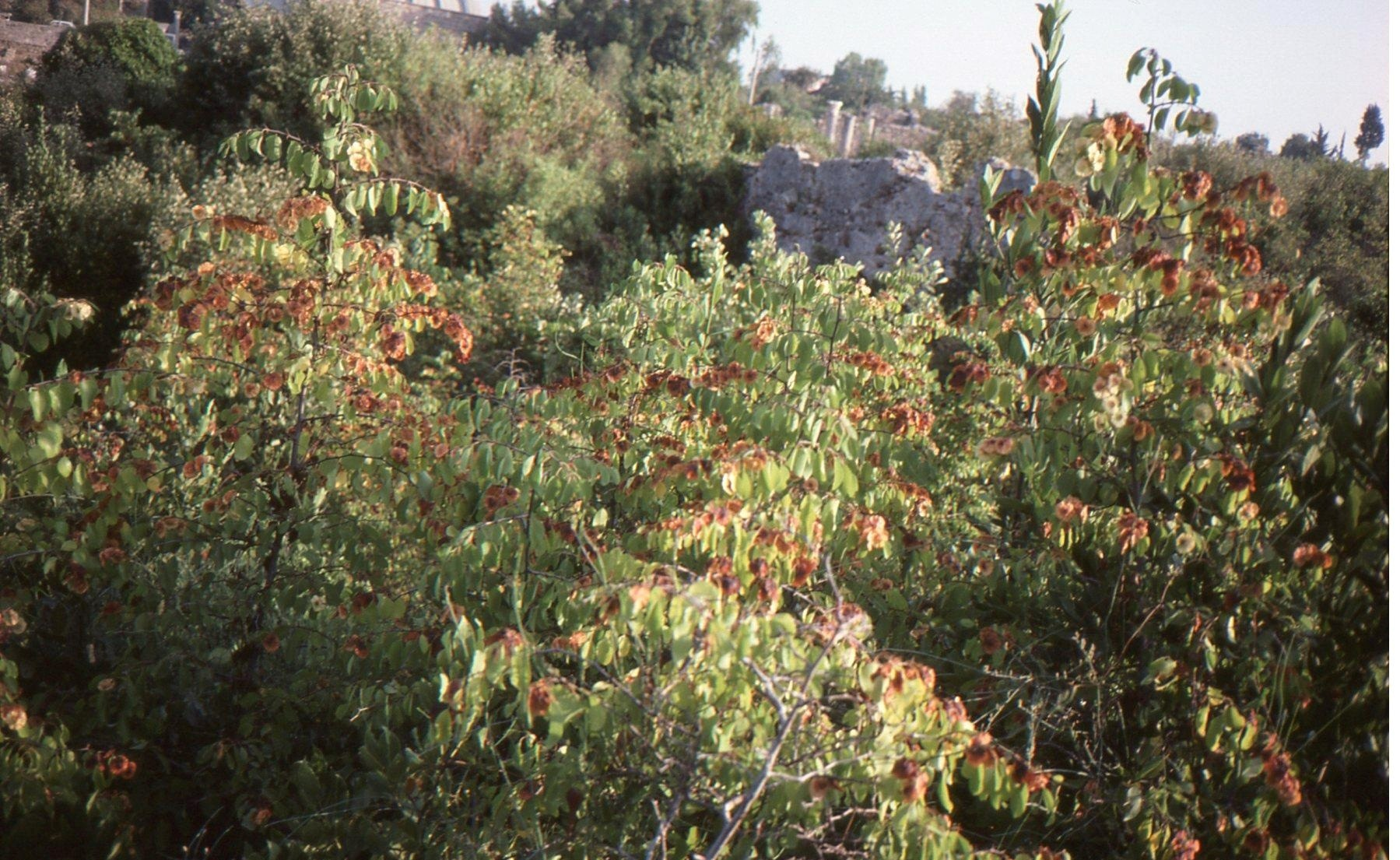
En su hábitat
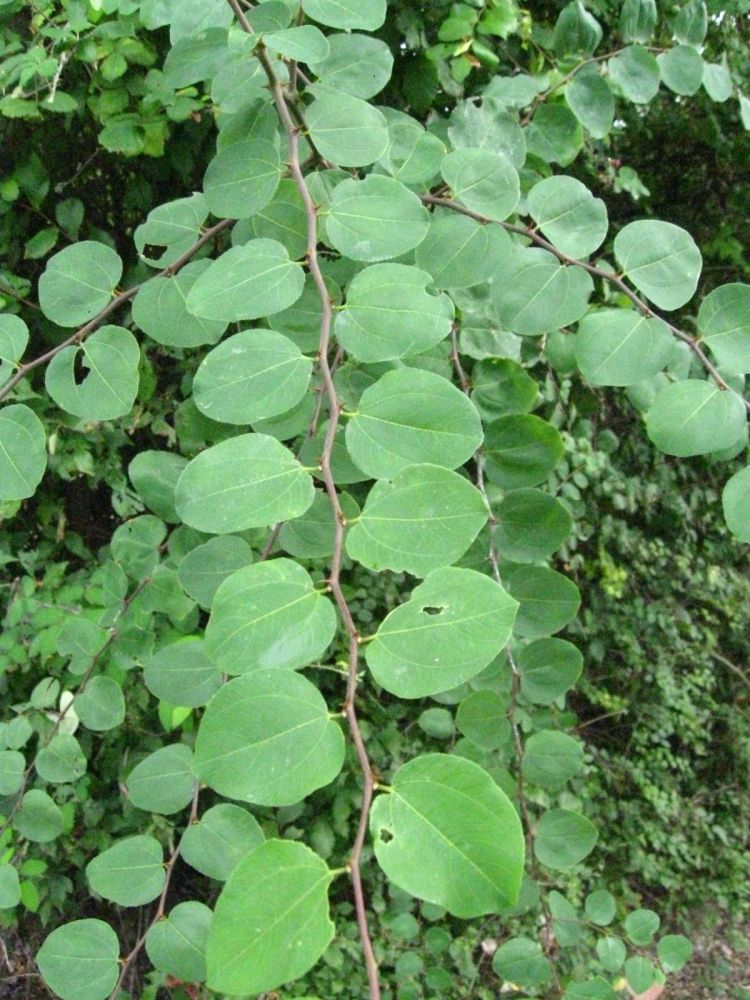
Detalle de las hojas
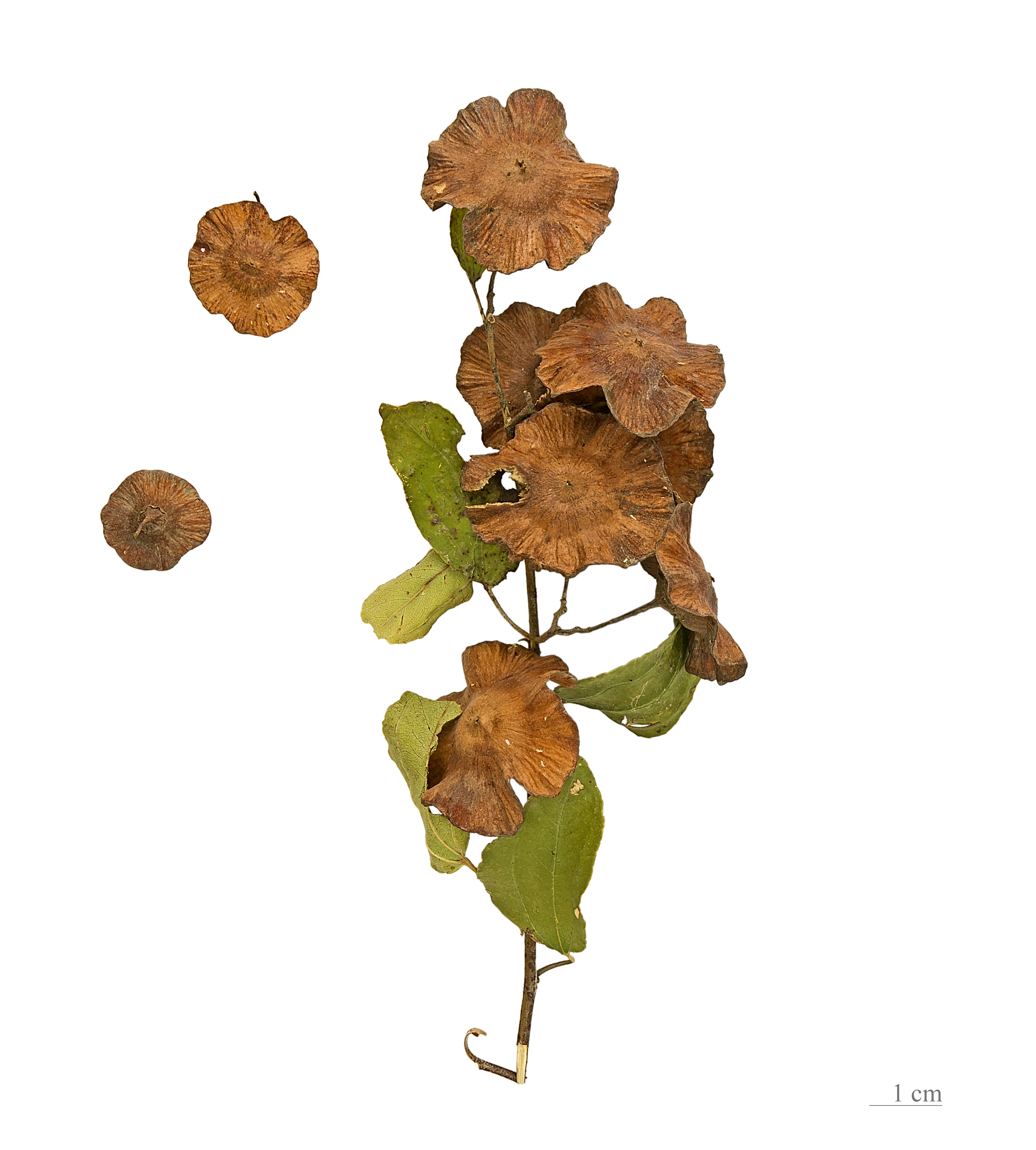
Frutos y semillas
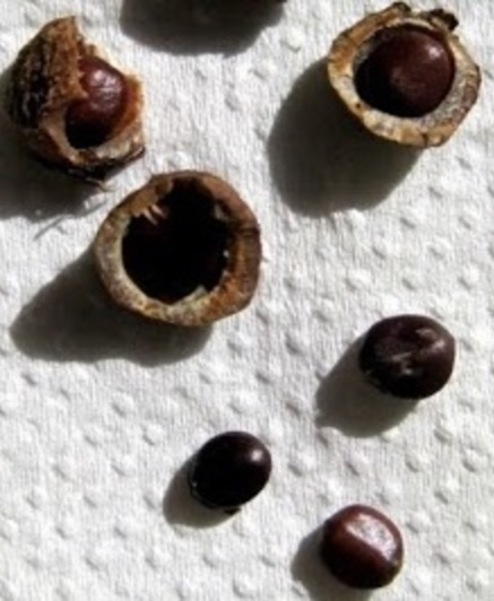
Detalle de los frutos y semillas
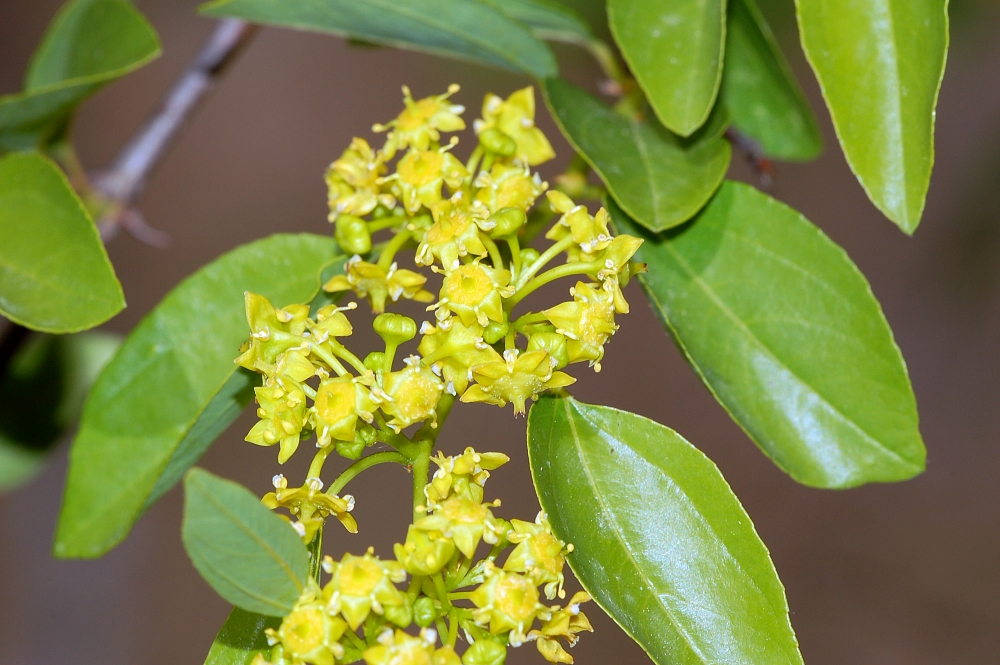
Detalle de las flores
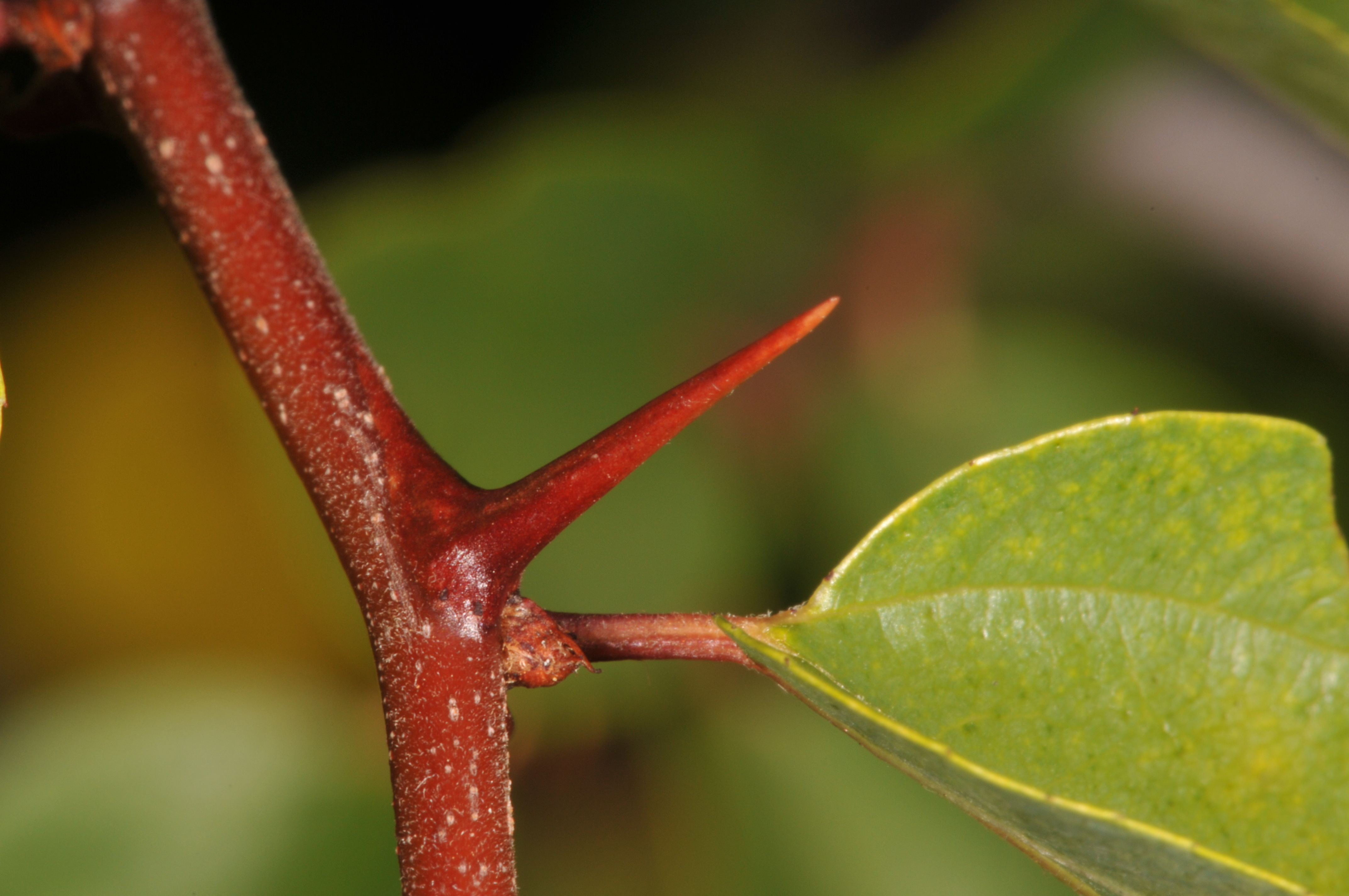
Detalle de una espina